# Миколаївська церква (Рекіти)
Миколаївська церква — пам'ятка архітектури національного значення, яка розташовується у селі Рекіти Міжгірського району Закарпатської області. Охоронний номер — 225/1. Входить до реєстру ЮНЕСКО і зазначається у ролі пам'ятки, яка має історичну, культурну та архітектурну цінність. Належить до УПЦ МП.

## Історія
Датою побудови церкви вважають 1751 рік, хоча в історичних документах зустрічаються більш ранні згадки щодо цієї споруди і кількості її перебудов. Церква тричі змінювала своє розташування. Усі будівельні роботи, яких потребувала церква, проводились вручну без використання пили. Спочатку церква будувалась в урочищі Близниць, яке територіальне близьке до села Лісковець. Готовий матеріал був розібраний, перевезений на гору Кичера, і там церква була побудована знову. Нинішнє розташування в селі Рекіти — вже третє. Є записи, що у 1751 року церковна будівля потребувала ремонтних робіт. У 1801 році будівля характеризується задовільним станом. В середині церкви могло вміститись 110 вірників. Церква в селі Рекіти знайшла відображення у творах письменників Василя Тарчинця та Андрія Дурунди, які походили із цього ж села. Остання відома перебудова відбулась у 1854 році
.
На церковному іконостасі Миколаївської церкви містяться три ікони — Миколая, Благовіщення і 12 апостолів. Ікони датуються 18 століттям. На престолі вівтаря знаходиться древнє Євангеліє, яке було написано старослов'янською мовою. 28 липня 2012 року зблизу будівлі почав використовуватись новий місток, який спорудили, щоб було краще та зручніше добиратись через потік. Міст був споруджений завдяки спільним зусиллям керівника Лісковецької сільської ради та дирекції філії «Міжгір'ядержспецлісгосп». У село була доставлена деревина, з якої виготовили міст. Його ширина склала більше 3 метрів, а протяжність — більше 6 погонних метрів. Щороку в церкві відбувається святкове богослужіння на честь пророка Іллі, яке відвідують вірники і з інших сіл.

## Архітектура
Невелика за розмірами церква розташовується на схилі разом з дзвіницею. Для будівництва церкви були використанні смерекові бруси. Будівля двозрубна з двосхильним дахом. Завершення голосниць башти виконано у готичну стилі. При побудові бабинця було використане плоске перекриття. Вівтарний зруб та неф перекриваються склепінням трапецієподібної форми. До зрубу нефу та бабінця прилягає вузький прямокутний зруб. Західна стіна бабінця межує з одноярусною галереєю. П'ятистінний зруб має високий дах, який поступово стає низьким трьохскатним дахом.
Перша церковна будівля була зведена у бойківському стилі та була триверхою
. В 1751 році відбулась перебудова церкви. Ще одна сталась у 1854 році. Запис про цю перебудову залишився в інтер'єрі церкви. Є надпис відповідного року на стіні, зроблений вугіллям. При первинному будівництві ґанок з дерев'яними стовпчиками був не засклений. На фасаді споруди відсутні декоративні деталі. Для церкви характерні монументальні риси. Церковна дзвіниця була побудована у 18 столітті і у 19 столітті перебудована. Нижній ярус дзвіниці побудований з відкритим ґанок та односхилим дахом. Верхній ярус невисокий, має арки голосниць. Він вкривається восьмисхилим шатром, який має канонічну форму. Ребра увігнуті. Прикрашений кулястою главкою. При будівництві церкви не використовувались цвяхи. Місцевість має сильний нахил. Через це під східний об'єм був підведений додатковий зруб. Над бабінцем знаходиться квадратна та низька вежа, яка має каркасну будову та шпилеподібне завершення. Дзвіниця має каркасну побудову, вона була перебудована у 1854 році.